# Sylvan Ebanks-Blake
Sylvan Augustus Ebanks-Blake (født 29. marts 1986 i Cambridge, England) er en engelsk fodboldspiller-angriber der i øjeblikket spiller for Telford United.